# Liste der Biografien/Carb
Liste der Biografien |
Portal Biografien |
Personensuche
# |
A |
B |
C |
D |
E |
F |
G |
H |
I |
J |
K |
L |
M |
N |
O |
P |
Q |
R |
S |
T |
U |
V |
W |
X |
Y |
Z |
?
 
Ca |
Cb |
Cc |
Ce |
Ch |
Ci |
Cj |
Ck |
Cl |
Cm |
Cn |
Co |
Cr |
Cs |
Ct |
Cu |
Cv |
Cw |
Cy |
Cz
 
Caa–Cag |
Cah |
Cai |
Caj |
Cak |
Cal |
Cam |
Can |
Cao–Cap |
Caq |
Car |
Cas |
Cat–Caz
 
Cara |
Carb |
Carc |
Card |
Care |
Carf |
Carg |
Carh |
Cari |
Carj |
Cark |
Carl |
Carm |
Carn |
Caro |
Carp |
Carq |
Carr |
Cars |
Cart |
Caru |
Carv |
Carw |
Cary |
Carz
Die Liste der Biografien führt alle Personen auf, die in der deutschsprachigen Wikipedia einen Artikel haben. Dieses ist eine Teilliste mit 98 Einträgen von Personen, deren Namen mit den Buchstaben „Carb“ beginnt.

## Carb

### Carba
- Carbajal Gárate, José Ignacio (1945–2017), spanischer Diplomat
- Carbajal González, Enrique (* 1947), mexikanischer Bildhauer, Maler und Designer
- Carbajal y Rosas, Bartolomé (1875–1940), mexikanischer Botschafter
- Carbajal, Antonio (1929–2023), mexikanischer Fußballtorhüter
- Carbajal, Cruz (* 1974), mexikanischer Boxer im Bantamgewicht
- Carbajal, Jorge Suarez (* 1986), spanischer Dudelsackspieler (Asturien)
- Carbajal, José (1943–2010), uruguayischer Sänger, Komponist und Gitarrist
- Carbajal, Michael (* 1967), US-amerikanischer Halbfliegengewichtsboxer
- Carbajal, Salud (* 1964), US-amerikanischer Politiker der Demokratischen Partei
- Carbajo Núñez, Martín (* 1958), spanischer katholischer Theologe
- Carballés Baena, Roberto (* 1993), spanischer TennisspielerRoberto Carballés Baena (* 1993)

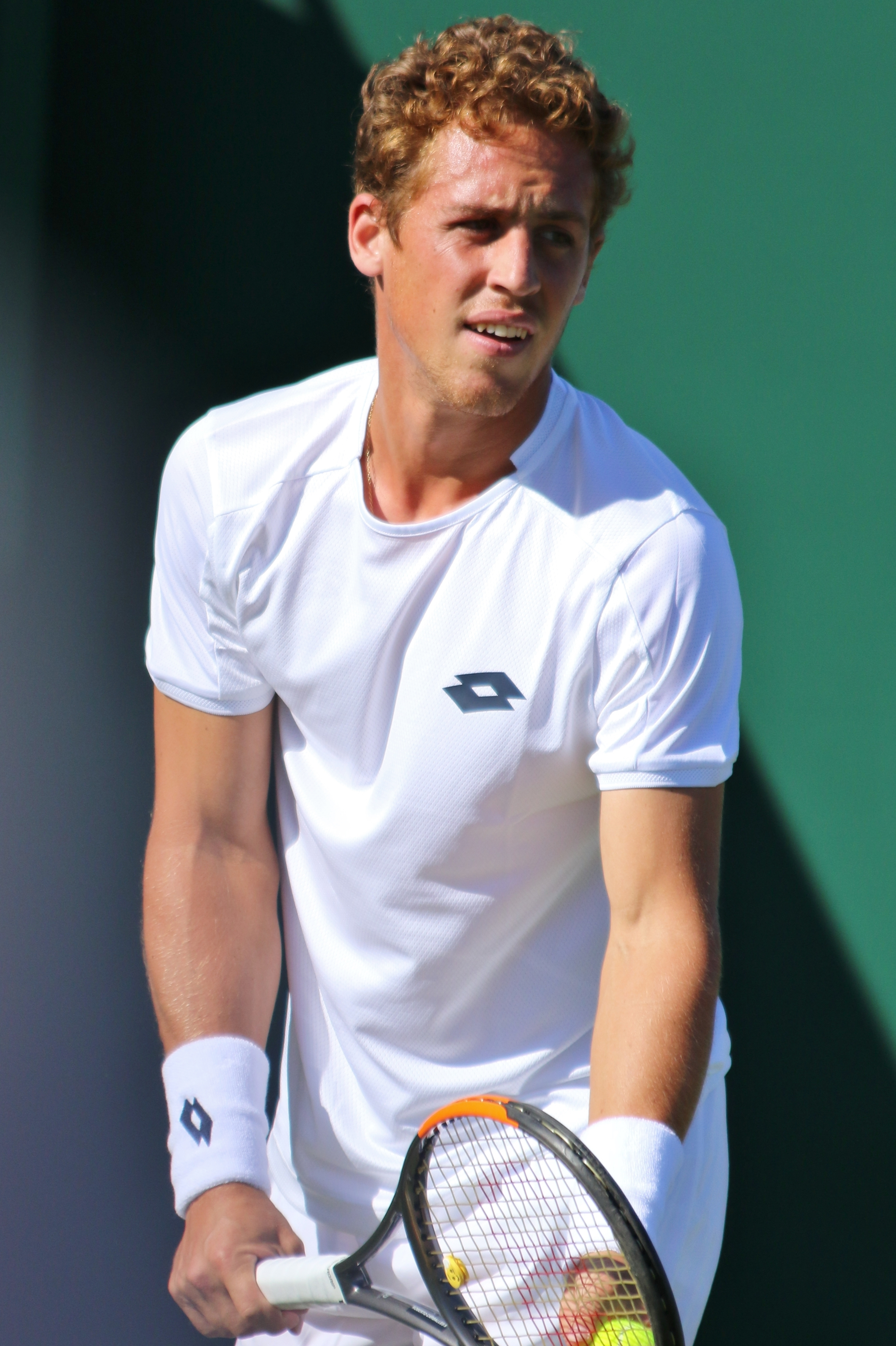
Roberto Carballés Baena (* 1993)

- Carballido, Emilio (1925–2008), mexikanischer Dramatiker und Drehbuchautor
- Carballo Arce, María Marta (* 1983), costa-ricanische Politikerin
- Carballo Calero, Ricardo (1910–1990), spanischer Philologe, Schriftsteller und Hochschullehrer
- Carballo, Felipe (* 1996), uruguayischer Fußballspieler
- Carballo, Ignacio (* 1994), argentinischer Leichtathlet
- Carballo, Néstor (1929–1981), uruguayischer Fußballspieler
- Carbasius, Fransje (1885–1984), niederländische Bildhauerin
- Carbayo-Baz, Fernando-Jesús (* 1969), spanischer Zoologe

### Carbe
- Carbe, Martin (1872–1933), deutscher Rechtsanwalt und Notar
- Carbel, Enrique (1917–1945), argentinischer Tangosänger und Komponist
- Carben, Julius (1862–1920), deutscher Maler, Illustrator und Karikaturist
- Carben, Victor von (1422–1515), deutscher Rabbiner und Konvertit
- Carbentus, Anna Cornelia (1819–1907), niederländische Malerin und Mutter von Vincent van GoghAnna Cornelia Carbentus (1819–1907)

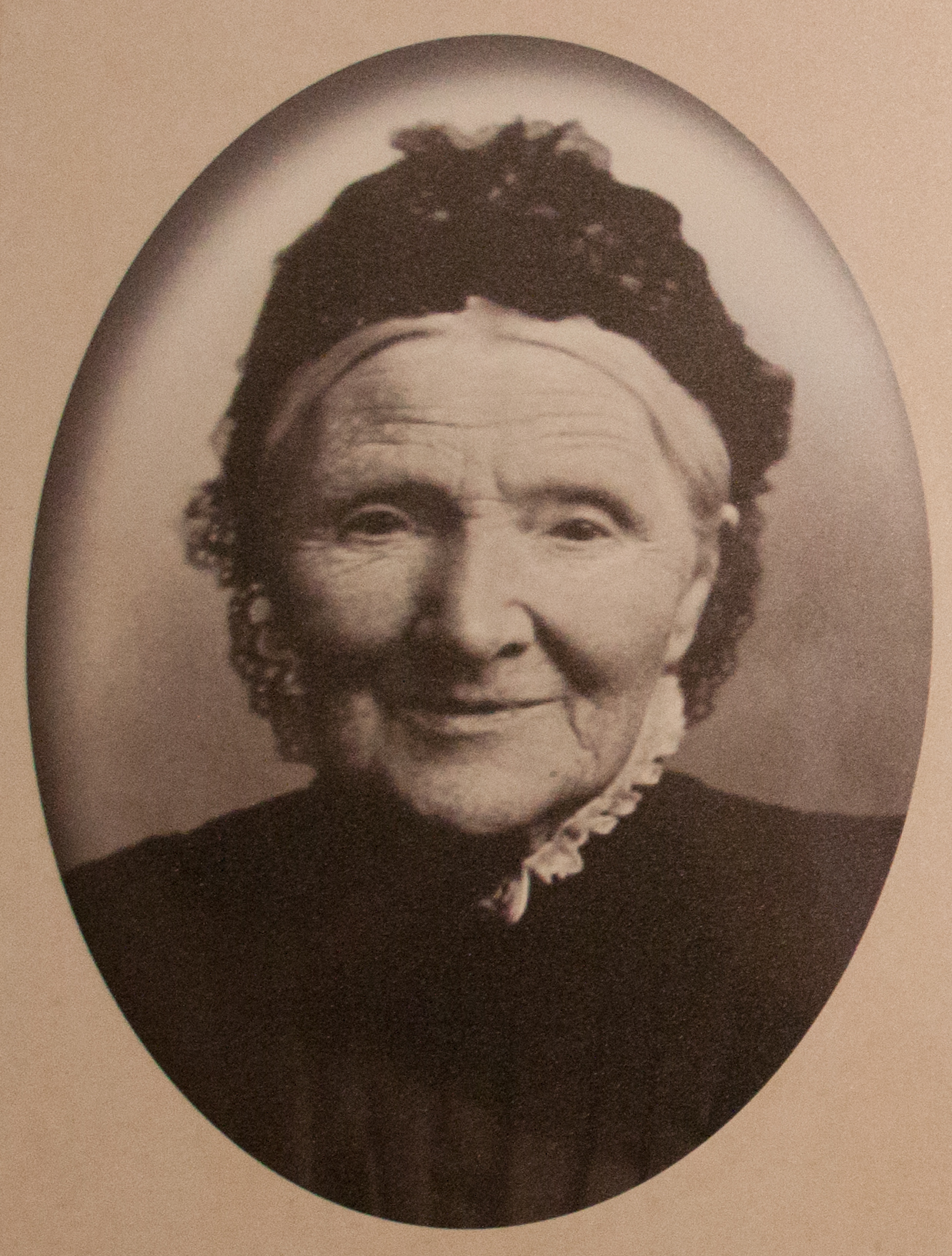
Anna Cornelia Carbentus (1819–1907)

- Carberry, John (1904–1998), US-amerikanischer Geistlicher und Erzbischof von Saint Louis
- Carberry, Juanita (1925–2013), kenianische Schriftstellerin
- Carberry, Kay (* 1950), britische Gewerkschafterin
- Carberry, Larry (1936–2015), englischer Fußballspieler
- Carberry, Nina (* 1984), irische Politikerin (FG), MdEP
- Carbery, Spencer (* 1981), kanadischer Eishockeyspieler und -trainer
- Carbery, Thomas (1791–1863), US-amerikanischer Politiker

### Carbi
- Carbin, Darius (* 1998), US-amerikanischer Leichtathlet
- Carbiner, Johann (1696–1769), deutscher Jurist und Sekretär des Hansekontors auf Bryggen in Bergen
- Carbis, Bryan (1961–2008), britischer Eisschnellläufer

### Carbo
- Carbo y Amador, Luis Felipe (1857–1913), ecuadorianischer Diplomat und Politiker
- Carbó, Antonio Torner (1825–1883), spanischer Mathematiker
- Carbo, Claudia, deutsch-peruanische Jazzsängerin
- Carbo, Havana (1935–2015), kubanisch-amerikanische Jazzmusikerin
- Carbon, Claus-Christian (* 1971), deutscher Psychologe und Hochschullehrer
- Carbon, Sabine (* 1963), deutsche Dokumentarfilmerin und Schriftstellerin
- Carbon, Sally (* 1967), australische Hockeyspielerin
- Carbonara, Gérard (1886–1959), US-amerikanischer Musiker und Filmkomponist
- Carbonari, Anastasia (* 1999), italienisch-lettische Radrennfahrerin
- Carbonari, David (1909–1981), italienischer Filmregisseur
- Carbonaro, Davide (* 1967), italienischer römisch-katholischer Ordensgeistlicher, Erzbischof von Potenza-Muro Lucano-Marsico Nuovo
- Carboncini, Lorenzo (* 1976), italienischer Ruderer
- Carbone, Benito (* 1971), italienischer Fußballspieler und -trainer
- Carbone, Ciro (* 1978), italienischer Fußballschiedsrichterassistent
- Carbone, Francesca (* 1968), italienische Leichtathletin
- Carbone, Francesco († 1405), Kardinal der Römischen Kirche
- Carbone, Giovanni Bernardo (1616–1683), genuesischer Maler
- Carbone, Laura (* 1986), deutsch-italienische Sängerin und Songwriterin
- Carbone, Luis, uruguayischer Fußballspieler
- Carbone, Maria (1908–2002), italienische Opernsängerin und Gesangspädagogin
- Carbone, Mario (1924–2025), italienischer Kameramann und Dokumentarfilmer
- Carbone, Paul (1894–1943), französischer MafiosoPaul Carbone (1894–1943)

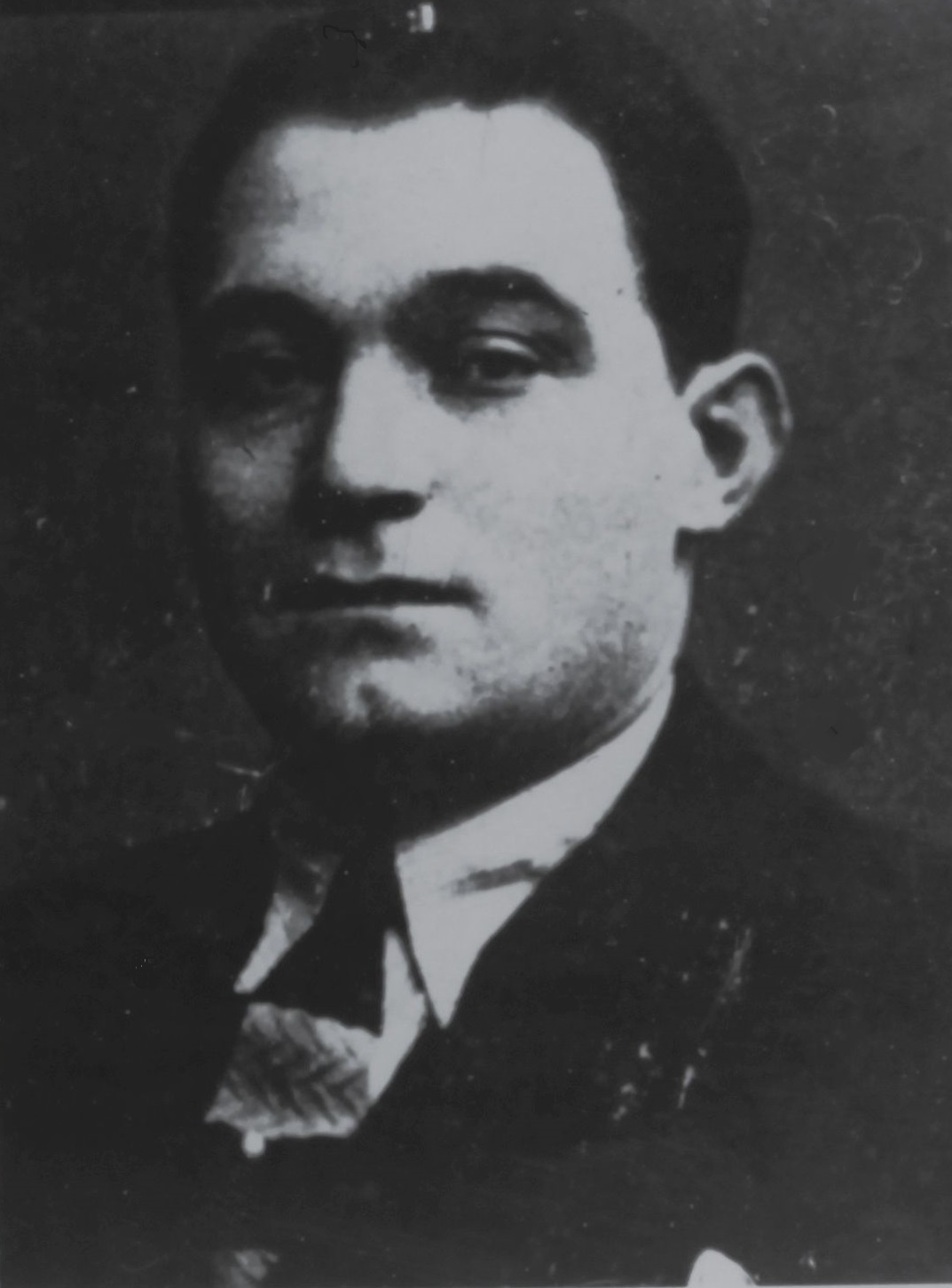
Paul Carbone (1894–1943)

- Carbone, Paul P. (1931–2002), US-amerikanischer Mediziner
- Carbone, Rodrigo (* 1974), brasilianischer Fußballspieler
- Carbone, Steve (1944–2005), US-amerikanischer Rennfahrer und Unternehmer
- Carbone, Victor (* 1992), brasilianischer Automobilrennfahrer
- Carbonell i Carbonell, Artur (1906–1973), katalanischer Maler, Theaterdirektor und Hochschullehrer
- Carbonell i Colom, Lluís (1910–1992), spanischer Maler und Kunstpädagoge
- Carbonell i Serra, Xavier (1942–2015), spanischer Maler
- Carbonell, Alejandro (1905–1965), chilenischer Fußballspieler
- Carbonell, Alejandro (* 1994), spanischer Eishockeyspieler
- Carbonell, Antonio (* 1969), spanischer Pop- und Flamencosänger
- Carbonell, Eudald (* 1953), spanischer Paläontologe
- Carbonell, Nestor (* 1967), US-amerikanischer Schauspieler und SynchronsprecherNestor Carbonell (* 1967)

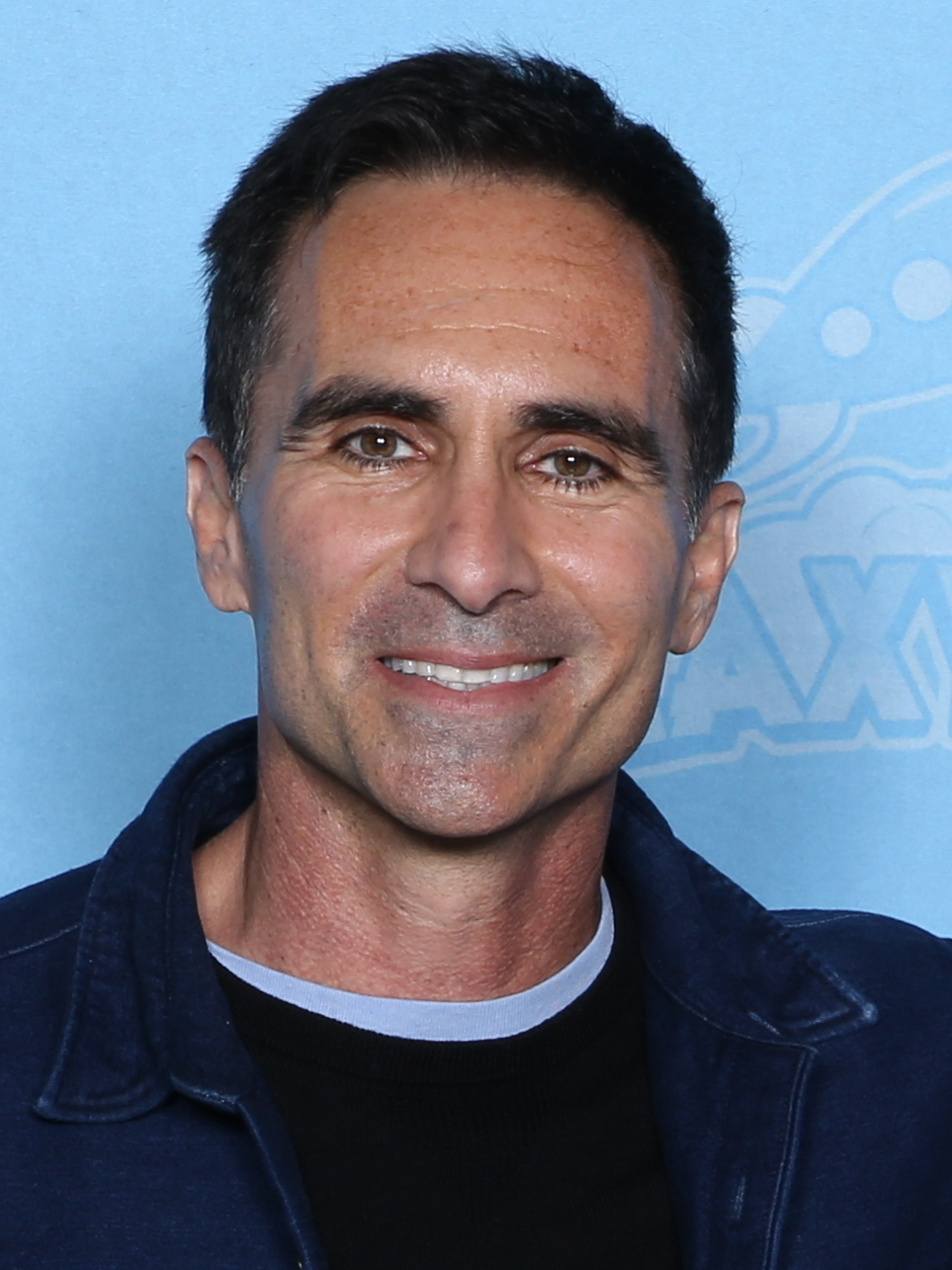
Nestor Carbonell (* 1967)

- Carbonell, Ona (* 1990), spanische Synchronschwimmerin
- Carbonell, Pere Miquel (1434–1517), Historiker, Notar, Humanist
- Carbonell, Tomás (* 1968), spanischer Tennisspieler
- Carbonelli, Giovanni Stefano († 1772), italienischer Violinist und Komponist
- Carbonera, Éder (* 1983), brasilianischer Volleyballspieler
- Carbonero, Carlos (* 1990), kolumbianischer Fußballspieler
- Carbonero, Sara (* 1984), spanische Sportjournalistin sowie Fernsehreporterin und -moderatorin
- Carboni Boy, Enrico (1852–1925), italienischer Rechtsanwalt, Hochschullehrer und Politiker
- Carboni, Amedeo (* 1965), italienischer Fußballspieler
- Carboni, Edvige (1880–1952), italienische römisch-katholische Selige und Mystikerin
- Carboni, Erberto (1899–1984), italienischer Gebrauchsgrafiker, Architekt, Illustrator, Bühnenbildner und Maler
- Carboni, Ezequiel Alejo (* 1979), argentinischer Fußballspieler und -trainer
- Carboni, Giacomo (1889–1973), italienischer General; Chef des militärischen Nachrichtendienstes (1939–1940, 1943)
- Carboni, Giovanni (* 1995), italienischer Radrennfahrer
- Carboni, Giuseppe (1866–1934), kanadischer Gesangspädagoge, Dirigent und Komponist
- Carboni, Luca (* 1962), italienischer LiedermacherLuca Carboni (* 1962)

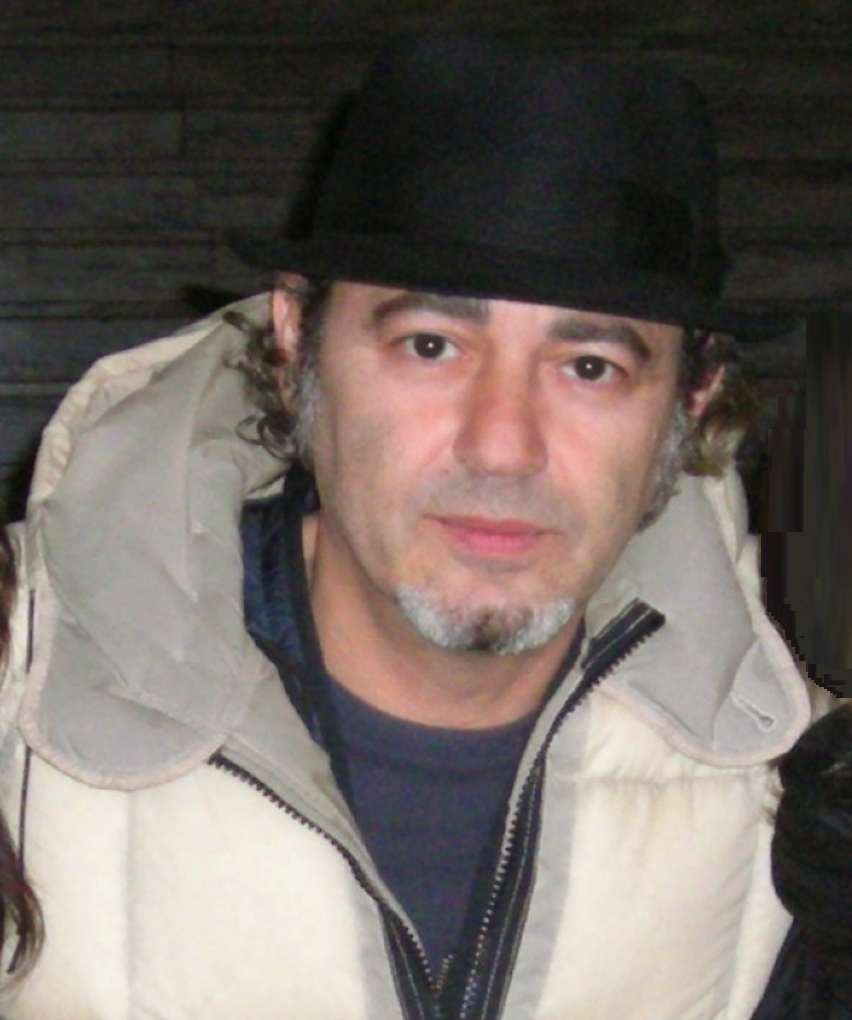
Luca Carboni (* 1962)

- Carboni, Montserrat Solano (* 1976), costa-ricanische Menschenrechtlerin
- Carboni, Roberto (* 1958), italienischer Ordensgeistlicher und römisch-katholischer Erzbischof von Oristano sowie Bischof von Ales-Terralba
- Carboni, Roberto (* 1985), argentinischer Fußballspieler
- Carboni, Romolo (1911–1999), italienischer Geistlicher, Erzbischof und Diplomat des Heiligen Stuhls
- Carboni, Tarcisio (1923–1995), italienischer Geistlicher und Bischof von Macerata
- Carboni, Valentín (* 2005), argentinisch-italienischer Fußballspieler
- Carboniers, Eleonore, niederländische Dichterin
- Carbonneau, Guy (* 1960), kanadischer Eishockeyspieler, -trainer und -funktionär
- Carbonnel, Fanny (* 1988), französische Schauspielerin
- Carbonnières, Louis Ramond de (1755–1827), französischer Geologe, Politiker und Botaniker
- Carbow, Anna (* 1984), deutsche Fußballspielerin
- Carbow, Tilmann, deutscher Musiker

### Carbu
- Carbutt, Paul (1950–2004), britischer Radrennfahrer

### Carby
- Carbyn, Ludwig (1871–1910), deutscher Bürgermeister und Gründer einer Wohnungsbaugenossenschaft